# کمباین‌سازی ایران
کمباین‌سازی ایران (ایران جان‌دیر سابق) شرکت ایرانی تولیدکننده ماشین‌آلات کشاورزی است، که در سال ۱۳۴۸ با همکاری شرکت جان‌دیر ایالات متحده آمریکا، در اراک تأسیس شد. این شرکت، اولین و بزرگ‌ترین طراح و تولیدکننده انواع کمباین در ایران و خاورمیانه است.
این شرکت در ۱۳ ژانویه ۲۰۲۱ در فهرست تحریم‌های وزارت خزانه‌داری آمریکا قرار گرفت.

## تاریخچه
شرکت کمباین‌سازی ایران در تاریخ ۱۵ آذر ماه ۱۳۴۸ در اداره ثبت شرکت‌ها و مالکیت صنعتی شهرستان تهران تحت شماره ۱۳۵۶۹ به نام شرکت جانساز (سهامی خاص) به ثبت رسید و طی سال‌های ۱۳۴۹ و ۱۳۶۱ به‌ترتیب ابتدا به شرکت ایران جان‌دیر و سپس به شرکت کمباین‌سازی ایران، تغییر نام پیدا کرد و نهایتاً به موجب مصوبه مجمع عمومی فوق‌العاده مورخ ۲۵ اسفند ۱۳۷۰ نوع شرکت از سهامی خاص به سهامی عام تبدیل گردید.
در سال ۲۰۰۸ مدیرعامل کمباین‌سازی ایران بیان کرد که چین برای یک سرمایه‌گذاری مشترک با این شرکت ابراز آمادگی کرده‌است.

### تحریم
وزارت خزانه‌داری آمریکا در ۱۳ ژانویه ۲۰۲۱ شرکت کمباین‌سازی ایران را تحریم کرد و به فهرست «اتباع به طور ویژه معین‌شده» (اس‌دی‌ان) اضافه کرد. استیون منوشن، وزیر خزانه‌داری آمریکا، گفت: «این موسسه‌ها طبقه خواص [حکومت] ایران را قادر می‌کنند که یک نظام فاسد مالکیت بر بخش‌های بزرگی از اقتصاد ایران را حفظ کنند. ایالات متحده به هدف گرفتن کسانی که ادعا می‌کنند به مردم ایران کمک می‌کنند اما ثروت خود را افزایش می‌دهند، ادامه می‌دهد.»

## محصولات
تولید کمباین غلات محصول اصلی این شرکت، از سال ۱۳۵۲ با همکاری شرکت جان‌دیر شعبه آلمان، آغاز و در طول این سال‌ها با تولید ۱۰٬۴۳۵ دستگاه کمباین، شامل کمباین‌های سبک و سنگین و نیمه‌سنگین، بیش از ۹۰٪ درصد بازار فروش این محصول در ایران در اختیار این شرکت، قرار گرفته‌است.
تولید بیلر یا همان بسته‌بند علوفه، از سال ۱۳۶۸ با خرید و انتقال تکنولوژی از شرکت جان‌دیر شعبه فرانسه با وضعیتی مشابه تولید کمباین شروع شد و امروزه با تولید ۳٬۹۸۳ دستگاه، در شرکت کمباین‌سازی ایران، بیش از ۹۵٪ درصد از بازار فروش بیلر در ایران، در اختیار این شرکت می‌باشد.
محصولات این شرکت به اسپانیا، ونزوئلا، چین، قزاقستان، ازبکستان، تاجیکستان، افغانستان، پاکستان، عراق و زیمبابوه صادر شده‌اند.

## جنجال‌ها و حواشی
1. این شرکت تا پیش از انقلاب اسلامی تولیدکننده تراکتور نیز بود که پس از انقلاب با ملی‌شدن این شرکت، با حمایت نخست‌وزیر وقت (میرحسین موسوی) که خود اهل تبریز بود، بحث تغییر نام شرکت از ایران‌جان‌دیر به کمباین‌سازی ایران مطرح شد و بالطبع خط‌تولید تراکتور جان‌دیر به تبریز منتقل گشت و به کارخانه تولیدی تراکتورسازی ایران اضافه شد.[۱۰]
2. در سال‌های ۱۳۹۴ و ۱۳۹۵ آستان قدس رضوی به دنبال انتقال کارخانه کمباین‌سازی ایران به‌طورکامل به نزدیکی مشهد و تغییرکاربری کارخانه کنونی در اراک بود.[۱۱][۱۲]
3. از زمان واگذاری این شرکت در دوران دولت محمود احمدی‌نژاد به آستان قدس رضوی، کمباین‌سازی مدتی با بحران زیان‌دهی مواجه گشت و هیچ‌گونه طرح‌های توسعه‌ای و سرمایه‌گذاری در آن تا زمان افتتاح خط‌تولید کمباین برنج در سال ۱۳۹۸ انجام نشده بود.
4. از ابتدای دولت حسن روحانی، این شرکت به ابزاری جهت درگیری دولت و آستان قدس رضوی تبدیل شد. به‌طوری‌که از زمان بازگشت تحریم‌های آمریکا در سال ۱۳۹۷، باوجود اینکه دولت با تنش‌های ارزی و کمبود ارز مواجه بود، اما همچنان وزارتخانه‌ها به تخصیص ارز دولتی ۴۲۰۰ تومانی برای واردات کمباین غلات و کمباین برنج ادامه داده‌اند؛ درحالی‌که کمباین‌سازی ایران هیچگاه موفق به دریافت ارز دولتی جهت واردات برخی قطعات وارداتی کمباین‌های تولیدی خود نشده‌است.[۱۳][۱۴]